# Flumet
Flumet és un municipi francès situat al departament de la Savoia i a la regió d'Alvèrnia-Roine-Alps. L'any 2007 tenia 877 habitants.

## Demografia

### Població
El 2007 la població de fet de Flumet era de 877 persones. Hi havia 356 famílies de les quals 124 eren unipersonals (76 homes vivint sols i 48 dones vivint soles), 104 parelles sense fills, 96 parelles amb fills i 32 famílies monoparentals amb fills.
La població ha evolucionat segons el següent gràfic:
Habitants censats

### Habitatges
El 2007 hi havia 903 habitatges, 364 eren l'habitatge principal de la família, 516 eren segones residències i 23 estaven desocupats. 312 eren cases i 583 eren apartaments. Dels 364 habitatges principals, 222 estaven ocupats pels seus propietaris, 123 estaven llogats i ocupats pels llogaters i 19 estaven cedits a títol gratuït; 22 tenien una cambra, 55 en tenien dues, 129 en tenien tres, 79 en tenien quatre i 79 en tenien cinc o més. 262 habitatges disposaven pel capbaix d'una plaça de pàrquing. A 179 habitatges hi havia un automòbil i a 138 n'hi havia dos o més.

### Piràmide de població
La piràmide de població per edats i sexe el 2009 era:
| Homes | Edats   | Dones |
| ----- | ------- | ----- |
| 0     | 95 o +  | 8     |
| 0     | 90 a 94 | 16    |
| 4     | 85 a 89 | 8     |
| 8     | 80 a 84 | 24    |
| 8     | 75 a 79 | 20    |
| 4     | 70 a 74 | 12    |
| 20    | 65 a 69 | 20    |
| 12    | 60 a 64 | 16    |
| 16    | 55 a 59 | 12    |
| 20    | 50 a 54 | 20    |
| 36    | 45 a 49 | 16    |
| 40    | 40 a 44 | 20    |
| 28    | 35 a 39 | 16    |
| 32    | 30 a 34 | 32    |
| 20    | 25 a 29 | 40    |
| 16    | 20 a 24 | 32    |
| 16    | 15 a 19 | 20    |
| 32    | 10 a 14 | 20    |
| 16    | 5 a 9   | 20    |
| 32    | 0 a 4   | 32    |

## Economia
El 2007 la població en edat de treballar era de 544 persones, 430 eren actives i 114 eren inactives. De les 430 persones actives 413 estaven ocupades (229 homes i 184 dones) i 17 estaven aturades (5 homes i 12 dones). De les 114 persones inactives 41 estaven jubilades, 38 estaven estudiant i 35 estaven classificades com a «altres inactius».

### Ingressos
El 2009 a Flumet hi havia 344 unitats fiscals que integraven 771,5 persones, la mediana anual d'ingressos fiscals per persona era de 17.220 €.

### Activitats econòmiques
Dels 116 establiments que hi havia el 2007, 2 eren d'empreses alimentàries, 1 d'una empresa de fabricació de material elèctric, 4 d'empreses de fabricació d'altres productes industrials, 16 d'empreses de construcció, 13 d'empreses de comerç i reparació d'automòbils, 6 d'empreses de transport, 14 d'empreses d'hostatgeria i restauració, 1 d'una empresa d'informació i comunicació, 5 d'empreses financeres, 7 d'empreses immobiliàries, 7 d'empreses de serveis, 34 d'entitats de l'administració pública i 6 d'empreses classificades com a «altres activitats de serveis».
Dels 33 establiments de servei als particulars que hi havia el 2009, 1 era una oficina de correu, 3 oficines bancàries, 1 taller de reparació d'automòbils i de material agrícola, 1 paleta, 6 fusteries, 3 lampisteries, 2 electricistes, 1 empresa de construcció, 1 perruqueria, 12 restaurants i 2 agències immobiliàries.
Dels 7 establiments comercials que hi havia el 2009, 1 era una botiga de més de 120 m², 1 una botiga de menys de 120 m², 1 una fleca, 1 una carnisseria, 1 una llibreria i 2 botigues de material esportiu.
L'any 2000 a Flumet hi havia 30 explotacions agrícoles que ocupaven un total de 261 hectàrees.

## Equipaments sanitaris i escolars
L'únic equipament sanitari que hi havia el 2009 era una farmàcia.
El 2009 hi havia una escola elemental.

## Poblacions més properes
El següent diagrama mostra les poblacions més properes.